# Sakya (klooster)

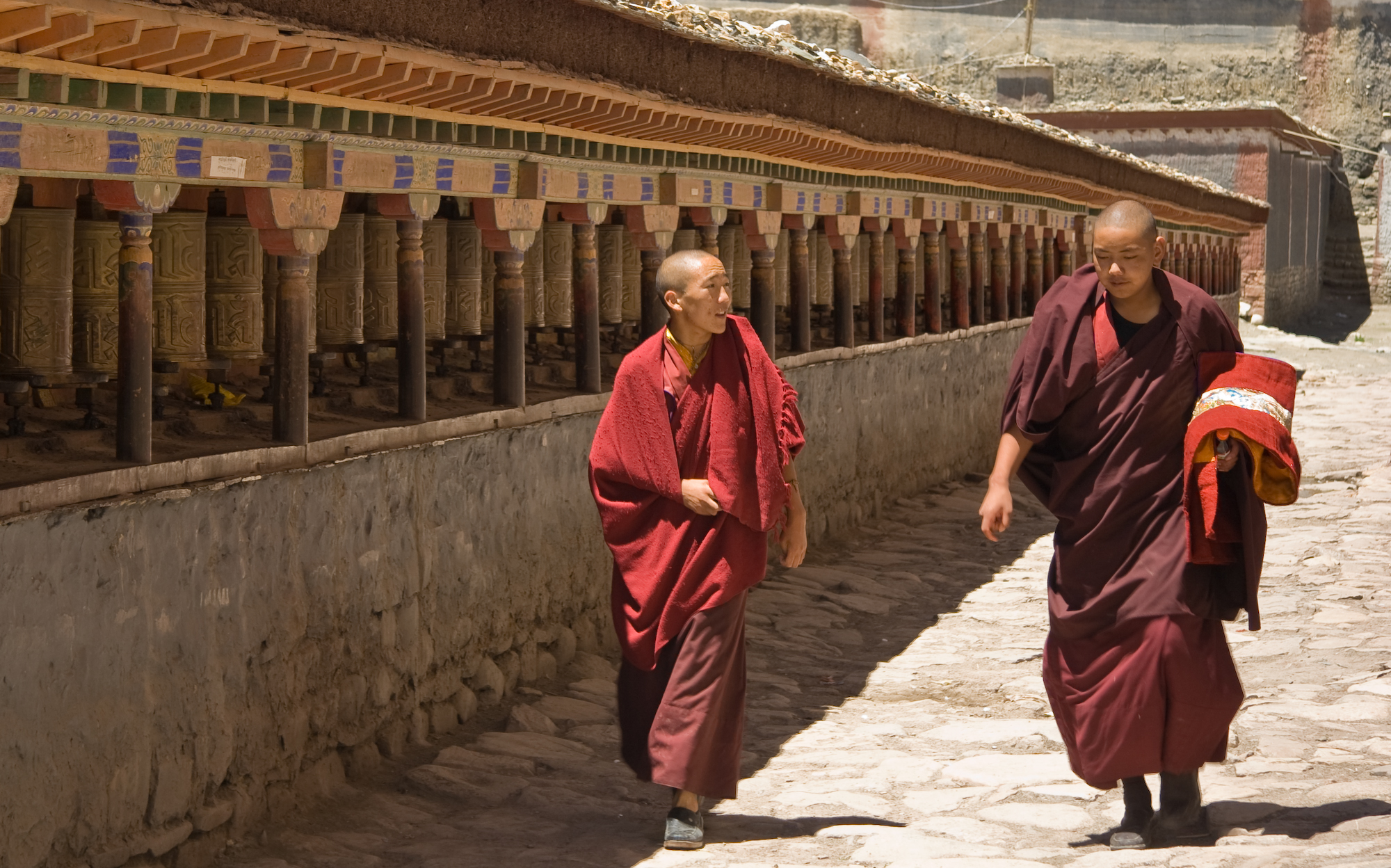
Sakyamonniken

Sakya, voluit Pel Sakya (Witte Aarde of Bleke Aarde), is een Tibetaans klooster 25 km ten zuidoosten van de brug, op 127 km op de weg van Shigatse naar Tingri, in Tibet.
Het klooster is de zetel van de sakyaschool in het Tibetaans boeddhisme en werd gesticht in 1073, door de eerste sakya trizin Khön Könchog Gyalpo (1034-1102) oorspronkelijk een nyingmamonnik uit een machtige notabelenfamilie uit U-Tsang. Zijn machtige abten regeerden Tibet gedurende de gehele 13e eeuw, na de val van de koningen, totdat ze werden verdrongen door de nieuwe gelugschool in het Tibetaans boeddhisme.
De Mongoolse architectuur wijkt af van die van andere tempels in Lhasa en in de Yarlungvalei. Het enige gebouw dat is blijven staan is de Lhakang Chempo of Sibgon Trulpa. Oorspronkelijk was het een grot in de berg en werd het gebouwd in 1268 door Ponchen Sakya Sangpo en gerestaureerd in de 16e eeuw. De meeste gebouwen zijn ruínes omdat ze werden verwoest tijdens de Culturele Revolutie (1966-1976).
Het bevat sommige van de mooiste bewaard gebleven kunst van Tibet dat de Culturele Revolutie heeft overleefd. De gompa staat op een plaats van 18.000 vierkante meter, terwijl de grote hal alleen al 6.000 meter bestrijkt.
In 2003 werd in dit klooster een grote bibliotheek met 84.000 boekrollen gevonden die verborgen lagen in een muur van 60 meter lang en 10 meter hoog.
De troonhouder van het klooster leeft sinds Tibetaanse diaspora na de opstand in Tibet van 1959 in het Sakyaklooster in India, dat gevestigd is in Dehradun. Leiders van de sakyaschool zijn in de regel getrouwd en hebben kinderen
Het klooster staat sinds 1961 op de lijst van culturele erfgoederen in de Tibetaanse Autonome Regio.